# Skånes Djurpark
Skånes Djurpark (Zweeds voor Skånes dierentuin) is de naam van een dierentuin in Höör, Zweden. Het is naar eigen zeggen 's werelds grootste dierentuin die zich specialiseert in Noordse dieren. Het park is opgericht in 1952 en wordt jaarlijks door circa 200.000 mensen bezocht. De dierentuin is aangesloten bij de European Association of Zoos and Aquaria.
Op 7 januari 2010 ontsnapten twee wolven uit hun kooien door het hek open te bijten. Ze doodden een edelhert, twee schapen en een hert, waarop ze werden doodgeschoten. Op 10 januari ontsnapten nog drie wolven, waaronder het alfateefje (belangrijkste vrouwtje), door een ander gat. Ook zij werden doodgeschoten. Omdat het alfateefje dood was, moesten de twaalf resterende wolven eveneens worden doodgeschoten. Dierentuindirecteur Camilla Jonsson omschreef het voorval als "een zeer tragische gebeurtenis voor ons allemaal in de dierentuin".

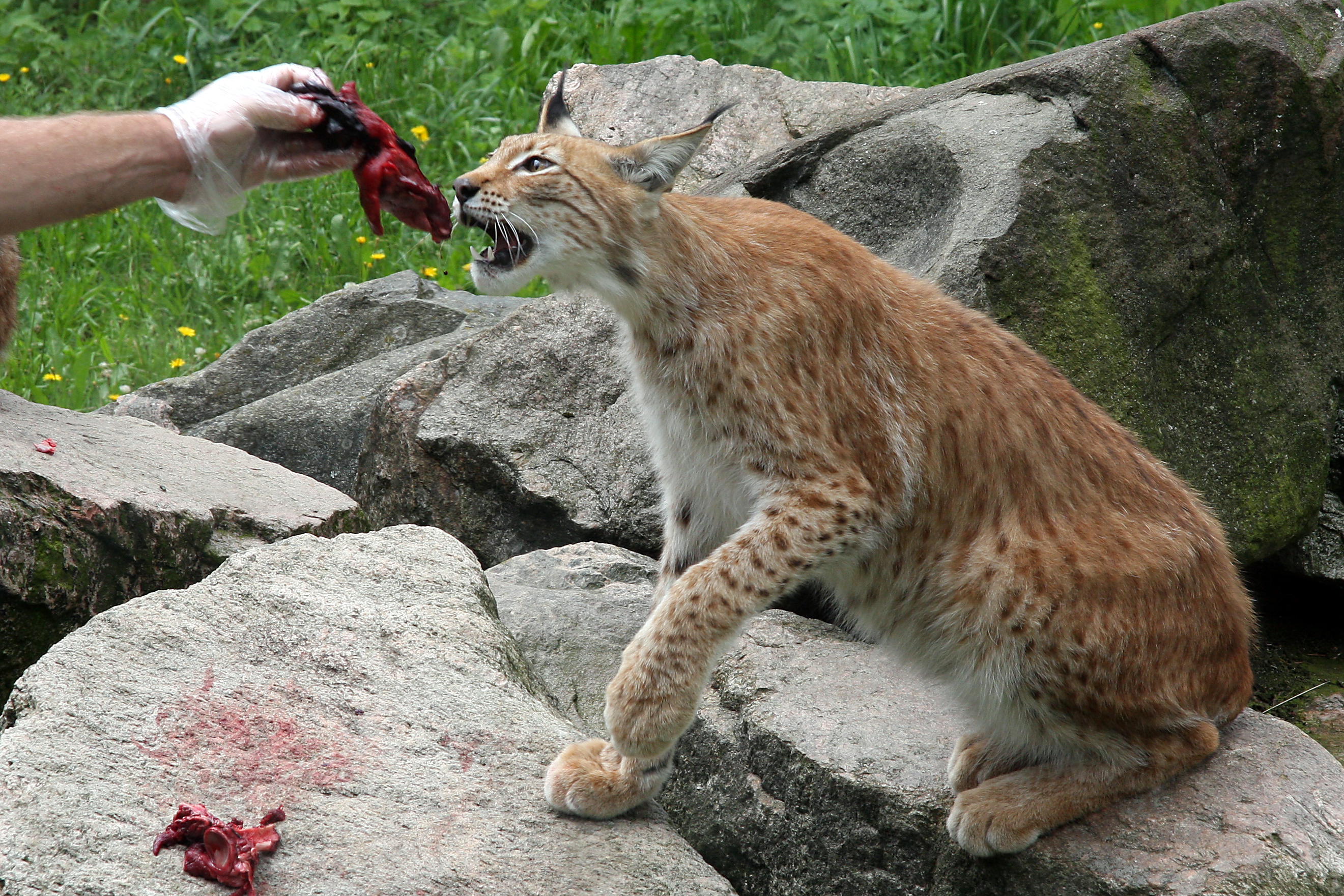
Lynxen voeren in de dierentuin